# Vuelta a la Comunidad de Madrid 2019
La 32.ª edición de la competición ciclista Vuelta a la Comunidad de Madrid fue una carrera de ciclismo en ruta por etapas que se celebró entre el 10 y el 12 de mayo de 2019 en España en la Comunidad de Madrid, con inicio en el municipio de Aranjuez y final en la ciudad de Madrid sobre un recorrido de 429,5 kilómetros.
La carrera formó parte del UCI Europe Tour 2019 dentro de la categoría UCI 2.1. El vencedor final fue el francés Clément Russo del Arkéa Samsic seguido del también francés Romain Hardy, compañero de equipo del ganador, y Carlos Barbero del Movistar.

## Equipos participantes
Tomaron parte en la carrera 17 equipos: 1 de categoría UCI WorldTour 2019 invitados por la organización; 9 de categoría Profesional Continental; y 7 de categoría Continental. Formando así un pelotón de 114 ciclistas de los que acabaron 106. Los equipos participantes fueron:
| WorldTeam- Movistar Team Equipos continentales profesionales (9)- Total Direct Énergie - W52-FC Porto - Arkéa-Samsic - Euskadi Basque Country-Murias - Delko-Marseille Provence - Burgos-BH - Caja Rural-Seguros RGA - Manzana Postobón - Gazprom-RusVelo Equipos continentales (7)- Sporting-Tavira - Ludofoods Louletano Aviludo - Fundación Euskadi - Kometa - Coldeportes Bicicletas Strongman - Matrix Powertag - Guerciotti-Kiwi Atlántico |
| |

## Recorrido
La Vuelta a la Comunidad de Madrid dispuso de tres etapas para un recorrido total de 429,5 kilómetros, dividido en dos etapas de media montaña y una etapa llana con un circuito de 5,26 kilómetros donde se realizan 19 vueltas.
| Etapa     | Fecha     | Recorrido                                                 | type                   | Distancia (km) | Ganador           | Líder             |
| --------- | --------- | --------------------------------------------------------- | ---------------------- | -------------- | ----------------- | ----------------- |
| 1.ª etapa | 10 de may | Aranjuez – Aranjuez                                       | etapa de media montaña | 164,1          | Niccolò Bonifazio | Niccolò Bonifazio |
| 2.ª etapa | 11 de may | San Martín de Valdeiglesias – San Martín de Valdeiglesias | etapa de media montaña | 164,5          | Alex Aranburu     | Alex Aranburu     |
| 3.ª etapa | 12 de may | Madrid – Madrid                                           | etapa llana            | 99,9           | Maxime Daniel     | Clément Russo     |

## Desarrollo de la carrera

### 1.ª etapa
| Aranjuez - Aranjuez | etapa de media montaña | (164,1 km) |

| \| Clasificación de la etapa \| Clasificación de la etapa \| Clasificación de la etapa \| Clasificación de la etapa \| Clasificación de la etapa \| \| Ciclista \| Ciclista \| Equipo \| Tiempo \| \| \| ------------------------- \| ------------------------- \| ----------------------------- \| ------------------------- \| ------------------------- \| \| 1.º \| Niccolò Bonifazio \| Total Direct Énergie \| 3 h 57 min 29 s \| \| \| 2.º \| Enrique Sanz \| Euskadi Basque Country-Murias \| + 0 s \| \| \| 3.º \| Clément Russo \| Arkéa-Samsic \| + 0 s \| \| \| 4.º \| Maxime Daniel \| Arkéa-Samsic \| + 0 s \| \| \| 5.º \| Carlos Barbero \| Movistar Team \| + 0 s \| \| \| 6.º \| Alex Aranburu \| Caja Rural-Seguros RGA \| + 0 s \| \| \| 7.º \| Romain Hardy \| Arkéa-Samsic \| + 0 s \| \| \| 8.º \| Iuri Filosi \| Delko Marseille Provence \| + 0 s \| \| \| 9.º \| Bryan Gómez \| Manzana Postobón \| + 0 s \| \| \| 10.º \| Michele Gazzoli \| Kometa \| + 0 s \| \| |                   |                               |                 |
| |                   |                               |                 |
| Fuente: ProCyclingStats |                   |                               |                 |
| Clasificación de la etapa |                   |                               |                 |
| Ciclista | Ciclista          | Equipo                        | Tiempo          |
| 1.º | Niccolò Bonifazio | Total Direct Énergie          | 3 h 57 min 29 s |
| 2.º | Enrique Sanz      | Euskadi Basque Country-Murias | + 0 s           |
| 3.º | Clément Russo     | Arkéa-Samsic                  | + 0 s           |
| 4.º | Maxime Daniel     | Arkéa-Samsic                  | + 0 s           |
| 5.º | Carlos Barbero    | Movistar Team                 | + 0 s           |
| 6.º | Alex Aranburu     | Caja Rural-Seguros RGA        | + 0 s           |
| 7.º | Romain Hardy      | Arkéa-Samsic                  | + 0 s           |
| 8.º | Iuri Filosi       | Delko Marseille Provence      | + 0 s           |
| 9.º | Bryan Gómez       | Manzana Postobón              | + 0 s           |
| 10.º | Michele Gazzoli   | Kometa                        | + 0 s           |

| \| Clasificación general \| Clasificación general \| Clasificación general \| Clasificación general \| Clasificación general \| \| Ciclista \| Ciclista \| Equipo \| Tiempo \| \| \| --------------------- \| --------------------- \| ----------------------------- \| --------------------- \| --------------------- \| \| 1.º \| Niccolò Bonifazio \| Total Direct Énergie \| 3 h 57 min 29 s \| \| \| 2.º \| Enrique Sanz \| Euskadi Basque Country-Murias \| + 0 s \| \| \| 3.º \| Clément Russo \| Arkéa-Samsic \| + 0 s \| \| \| 4.º \| Maxime Daniel \| Arkéa-Samsic \| + 0 s \| \| \| 5.º \| Carlos Barbero \| Movistar Team \| + 0 s \| \| \| 6.º \| Alex Aranburu \| Caja Rural-Seguros RGA \| + 0 s \| \| \| 7.º \| Romain Hardy \| Arkéa-Samsic \| + 0 s \| \| \| 8.º \| Iuri Filosi \| Delko Marseille Provence \| + 0 s \| \| \| 9.º \| Bryan Gómez \| Manzana Postobón \| + 0 s \| \| \| 10.º \| Michele Gazzoli \| Kometa \| + 0 s \| \| |                   |                               |                 |
| |                   |                               |                 |
| Fuente: ProCyclingStats |                   |                               |                 |
| Clasificación general |                   |                               |                 |
| Ciclista | Ciclista          | Equipo                        | Tiempo          |
| 1.º | Niccolò Bonifazio | Total Direct Énergie          | 3 h 57 min 29 s |
| 2.º | Enrique Sanz      | Euskadi Basque Country-Murias | + 0 s           |
| 3.º | Clément Russo     | Arkéa-Samsic                  | + 0 s           |
| 4.º | Maxime Daniel     | Arkéa-Samsic                  | + 0 s           |
| 5.º | Carlos Barbero    | Movistar Team                 | + 0 s           |
| 6.º | Alex Aranburu     | Caja Rural-Seguros RGA        | + 0 s           |
| 7.º | Romain Hardy      | Arkéa-Samsic                  | + 0 s           |
| 8.º | Iuri Filosi       | Delko Marseille Provence      | + 0 s           |
| 9.º | Bryan Gómez       | Manzana Postobón              | + 0 s           |
| 10.º | Michele Gazzoli   | Kometa                        | + 0 s           |

### 2.ª etapa
| San Martín de Valdeiglesias - San Martín de Valdeiglesias | etapa de media montaña | (164,5 km) |

| \| Clasificación de la etapa \| Clasificación de la etapa \| Clasificación de la etapa \| Clasificación de la etapa \| Clasificación de la etapa \| \| Ciclista \| Ciclista \| Equipo \| Tiempo \| \| \| ------------------------- \| ------------------------- \| -------------------------------- \| ------------------------- \| ------------------------- \| \| 1.º \| Alex Aranburu \| Caja Rural-Seguros RGA \| 4 h 06 min 53 s \| \| \| 2.º \| Romain Hardy \| Arkéa-Samsic \| + 0 s \| \| \| 3.º \| Vicente García de Mateos \| Aviludo-Louletano \| + 0 s \| \| \| 4.º \| Serguéi Shílov \| Gazprom-RusVelo \| + 0 s \| \| \| 5.º \| Jonathan Cañaveral \| Coldeportes Bicicletas Strongman \| + 0 s \| \| \| 6.º \| Clément Russo \| Arkéa-Samsic \| + 0 s \| \| \| 7.º \| Juan Felipe Osorio \| Manzana Postobón \| + 0 s \| \| \| 8.º \| Jonathan Lastra \| Caja Rural-Seguros RGA \| + 0 s \| \| \| 9.º \| Diego Rubio \| Burgos-BH \| + 0 s \| \| \| 10.º \| Garikoitz Bravo \| Euskadi Basque Country-Murias \| + 0 s \| \| |                          |                                  |                 |
| |                          |                                  |                 |
| Fuente: ProCyclingStats |                          |                                  |                 |
| Clasificación de la etapa |                          |                                  |                 |
| Ciclista | Ciclista                 | Equipo                           | Tiempo          |
| 1.º | Alex Aranburu            | Caja Rural-Seguros RGA           | 4 h 06 min 53 s |
| 2.º | Romain Hardy             | Arkéa-Samsic                     | + 0 s           |
| 3.º | Vicente García de Mateos | Aviludo-Louletano                | + 0 s           |
| 4.º | Serguéi Shílov           | Gazprom-RusVelo                  | + 0 s           |
| 5.º | Jonathan Cañaveral       | Coldeportes Bicicletas Strongman | + 0 s           |
| 6.º | Clément Russo            | Arkéa-Samsic                     | + 0 s           |
| 7.º | Juan Felipe Osorio       | Manzana Postobón                 | + 0 s           |
| 8.º | Jonathan Lastra          | Caja Rural-Seguros RGA           | + 0 s           |
| 9.º | Diego Rubio              | Burgos-BH                        | + 0 s           |
| 10.º | Garikoitz Bravo          | Euskadi Basque Country-Murias    | + 0 s           |

| \| Clasificación general \| Clasificación general \| Clasificación general \| Clasificación general \| Clasificación general \| \| Ciclista \| Ciclista \| Equipo \| Tiempo \| \| \| --------------------- \| ------------------------ \| -------------------------------- \| --------------------- \| --------------------- \| \| 1.º \| Alex Aranburu \| Caja Rural-Seguros RGA \| 8 h 04 min 22 s \| \| \| 2.º \| Romain Hardy \| Arkéa-Samsic \| + 0 s \| \| \| 3.º \| Clément Russo \| Arkéa-Samsic \| + 0 s \| \| \| 4.º \| Jonathan Cañaveral \| Coldeportes Bicicletas Strongman \| + 0 s \| \| \| 5.º \| Carlos Barbero \| Movistar Team \| + 0 s \| \| \| 6.º \| Vicente García de Mateos \| Aviludo-Louletano \| + 0 s \| \| \| 7.º \| Alexander Grigoriev \| Sporting-Tavira \| + 0 s \| \| \| 8.º \| Garikoitz Bravo \| Euskadi Basque Country-Murias \| + 0 s \| \| \| 9.º \| Eduard Prades \| Movistar Team \| + 0 s \| \| \| 10.º \| Serguéi Shílov \| Gazprom-RusVelo \| + 0 s \| \| |                          |                                  |                 |
| |                          |                                  |                 |
| Fuente: ProCyclingStats |                          |                                  |                 |
| Clasificación general |                          |                                  |                 |
| Ciclista | Ciclista                 | Equipo                           | Tiempo          |
| 1.º | Alex Aranburu            | Caja Rural-Seguros RGA           | 8 h 04 min 22 s |
| 2.º | Romain Hardy             | Arkéa-Samsic                     | + 0 s           |
| 3.º | Clément Russo            | Arkéa-Samsic                     | + 0 s           |
| 4.º | Jonathan Cañaveral       | Coldeportes Bicicletas Strongman | + 0 s           |
| 5.º | Carlos Barbero           | Movistar Team                    | + 0 s           |
| 6.º | Vicente García de Mateos | Aviludo-Louletano                | + 0 s           |
| 7.º | Alexander Grigoriev      | Sporting-Tavira                  | + 0 s           |
| 8.º | Garikoitz Bravo          | Euskadi Basque Country-Murias    | + 0 s           |
| 9.º | Eduard Prades            | Movistar Team                    | + 0 s           |
| 10.º | Serguéi Shílov           | Gazprom-RusVelo                  | + 0 s           |

### 3.ª etapa
| Madrid - Madrid | etapa llana | (99,9 km) |

| \| Clasificación de la etapa \| Clasificación de la etapa \| Clasificación de la etapa \| Clasificación de la etapa \| Clasificación de la etapa \| \| Ciclista \| Ciclista \| Equipo \| Tiempo \| \| \| ------------------------- \| ------------------------- \| ----------------------------- \| ------------------------- \| ------------------------- \| \| 1.º \| Maxime Daniel \| Arkéa-Samsic \| 2 h 17 min 15 s \| \| \| 2.º \| Niccolò Bonifazio \| Total Direct Énergie \| + 0 s \| \| \| 3.º \| Clément Russo \| Arkéa-Samsic \| + 0 s \| \| \| 4.º \| Romain Hardy \| Arkéa-Samsic \| + 0 s \| \| \| 5.º \| Carlos Barbero \| Movistar Team \| + 0 s \| \| \| 6.º \| Francisco Campos \| W52-FC Porto \| + 0 s \| \| \| 7.º \| Enrique Sanz \| Euskadi Basque Country-Murias \| + 0 s \| \| \| 8.º \| Matthew Gibson \| Burgos-BH \| + 0 s \| \| \| 9.º \| Jhonatan Restrepo \| Manzana Postobón \| + 0 s \| \| \| 10.º \| Jaume Sureda \| Burgos-BH \| + 0 s \| \| |                   |                               |                 |
| |                   |                               |                 |
| Fuente: ProCyclingStats |                   |                               |                 |
| Clasificación de la etapa |                   |                               |                 |
| Ciclista | Ciclista          | Equipo                        | Tiempo          |
| 1.º | Maxime Daniel     | Arkéa-Samsic                  | 2 h 17 min 15 s |
| 2.º | Niccolò Bonifazio | Total Direct Énergie          | + 0 s           |
| 3.º | Clément Russo     | Arkéa-Samsic                  | + 0 s           |
| 4.º | Romain Hardy      | Arkéa-Samsic                  | + 0 s           |
| 5.º | Carlos Barbero    | Movistar Team                 | + 0 s           |
| 6.º | Francisco Campos  | W52-FC Porto                  | + 0 s           |
| 7.º | Enrique Sanz      | Euskadi Basque Country-Murias | + 0 s           |
| 8.º | Matthew Gibson    | Burgos-BH                     | + 0 s           |
| 9.º | Jhonatan Restrepo | Manzana Postobón              | + 0 s           |
| 10.º | Jaume Sureda      | Burgos-BH                     | + 0 s           |

## Clasificaciones finales
- Las clasificaciones finalizaron de la siguiente forma:[5]

### Clasificación general
| \| Clasificación general \| Clasificación general \| Clasificación general \| Clasificación general \| Clasificación general \| \| Ciclista \| Ciclista \| Equipo \| Tiempo \| \| \| --------------------- \| ------------------------ \| -------------------------------- \| --------------------- \| --------------------- \| \| 1.º \| Clément Russo \| Arkéa-Samsic \| 10 h 21 min 37 s \| \| \| 2.º \| Romain Hardy \| Arkéa-Samsic \| + 0 s \| \| \| 3.º \| Carlos Barbero \| Movistar Team \| + 0 s \| \| \| 4.º \| Alex Aranburu \| Caja Rural-Seguros RGA \| + 0 s \| \| \| 5.º \| Alexander Grigoriev \| Sporting-Tavira \| + 0 s \| \| \| 6.º \| Garikoitz Bravo \| Euskadi Basque Country-Murias \| + 0 s \| \| \| 7.º \| Jonathan Cañaveral \| Coldeportes Bicicletas Strongman \| + 0 s \| \| \| 8.º \| Jhonatan Restrepo \| Manzana Postobón \| + 0 s \| \| \| 9.º \| Eduard Prades \| Movistar Team \| + 0 s \| \| \| 10.º \| Vicente García de Mateos \| Aviludo-Louletano \| + 0 s \| \| |                          |                                  |                  |
| |                          |                                  |                  |
| Fuente: ProCyclingStats |                          |                                  |                  |
| Clasificación general |                          |                                  |                  |
| Ciclista | Ciclista                 | Equipo                           | Tiempo           |
| 1.º | Clément Russo            | Arkéa-Samsic                     | 10 h 21 min 37 s |
| 2.º | Romain Hardy             | Arkéa-Samsic                     | + 0 s            |
| 3.º | Carlos Barbero           | Movistar Team                    | + 0 s            |
| 4.º | Alex Aranburu            | Caja Rural-Seguros RGA           | + 0 s            |
| 5.º | Alexander Grigoriev      | Sporting-Tavira                  | + 0 s            |
| 6.º | Garikoitz Bravo          | Euskadi Basque Country-Murias    | + 0 s            |
| 7.º | Jonathan Cañaveral       | Coldeportes Bicicletas Strongman | + 0 s            |
| 8.º | Jhonatan Restrepo        | Manzana Postobón                 | + 0 s            |
| 9.º | Eduard Prades            | Movistar Team                    | + 0 s            |
| 10.º | Vicente García de Mateos | Aviludo-Louletano                | + 0 s            |

### Clasificación de la montaña
| Clasificación de la montaña | Clasificación de la montaña | Clasificación de la montaña      | Clasificación de la montaña | Clasificación de la montaña |
| Ciclista                    | Ciclista                    | Equipo                           | Puntos                      |                             |
| --------------------------- | --------------------------- | -------------------------------- | --------------------------- | --------------------------- |
| 1.º                         | Paco Mancebo                | Matrix Powertag                  | 21 pts                      |                             |
| 2.º                         | Diego Pablo Sevilla         | Kometa                           | 18 pts                      |                             |
| 3.º                         | Diego Cano                  | Coldeportes Bicicletas Strongman | 7 pts                       |                             |
| 4.º                         | Jorge Cubero                | Burgos-BH                        | 6 pts                       |                             |
| 5.º                         | Juan Felipe Osorio          | Manzana Postobón                 | 6 pts                       |                             |
| 6.º                         | Ígor Bóyev                  | Gazprom-RusVelo                  | 6 pts                       |                             |
| 7.º                         | José Toribio Alcolea        | Matrix Powertag                  | 5 pts                       |                             |
| 8.º                         | José Manuel Gutiérrez       | Guerciotti–Kiwi Atlantico        | 4 pts                       |                             |
| 9.º                         | Rémy Rochas                 | Delko Marseille Provence         | 3 pts                       |                             |
| 10.º                        | Jhojan García               | Manzana Postobón                 | 2 pts                       |                             |

### Clasificación de las metas volantes
| Clasificación de las metas volantes | Clasificación de las metas volantes | Clasificación de las metas volantes | Clasificación de las metas volantes | Clasificación de las metas volantes |
| Ciclista                            | Ciclista                            | Equipo                              | Puntos                              |                                     |
| ----------------------------------- | ----------------------------------- | ----------------------------------- | ----------------------------------- | ----------------------------------- |
| 1.º                                 | Ígor Bóyev                          | Gazprom-RusVelo                     | 11 pts                              |                                     |
| 2.º                                 | José Toribio Alcolea                | Matrix Powertag                     | 7 pts                               |                                     |
| 3.º                                 | Paco Mancebo                        | Matrix Powertag                     | 3 pts                               |                                     |
| 4.º                                 | Álvaro Trueba                       | Sporting-Tavira                     | 2 pts                               |                                     |
| 5.º                                 | Stepan Kurianov                     | Gazprom-RusVelo                     | 2 pts                               |                                     |
| 6.º                                 | Daiki Yasuhara                      | Matrix Powertag                     | 2 pts                               |                                     |
| 7.º                                 | Jonathan Cañaveral                  | Coldeportes Bicicletas Strongman    | 1 pt                                |                                     |
| 8.º                                 | Jhojan García                       | Manzana Postobón                    | 1 pt                                |                                     |

### Clasificación de los jóvenes
| Clasificación del mejor joven | Clasificación del mejor joven | Clasificación del mejor joven | Clasificación del mejor joven | Clasificación del mejor joven |
| Ciclista                      | Ciclista                      | Equipo                        | Tiempo                        |                               |
| ----------------------------- | ----------------------------- | ----------------------------- | ----------------------------- | ----------------------------- |
| 1.º                           | Jhojan García                 | Manzana Postobón              | 10 h 21 min 37 s              |                               |
| 2.º                           | Unai Cuadrado                 | Fundación Euskadi             | + 5 s                         |                               |
| 3.º                           | Francisco Campos              | W52-FC Porto                  | + 15 min 10 s                 |                               |
| 4.º                           | Juan Ignacio Pérez            |                               | + 15 min 10 s                 |                               |
| 5.º                           | Jokin Aranburu                | Fundación Euskadi             | + 15 min 10 s                 |                               |

### Clasificación por equipos
| Clasificación por equipos | Clasificación por equipos | Clasificación por equipos | Clasificación por equipos |
| Equipo                    | Equipo                    | Tiempo                    |                           |
| ------------------------- | ------------------------- | ------------------------- | ------------------------- |
| 1.º                       | Caja Rural-Seguros RGA    | 31 h 04 min 56 s          |                           |
| 2.º                       | Movistar Team             | + 0 s                     |                           |
| 3.º                       | Arkéa-Samsic              | + 31 s                    |                           |
| 4.º                       | Gazprom-RusVelo           | + 15 min 05 s             |                           |
| 5.º                       | Manzana Postobón          | + 15 min 05 s             |                           |

## Evolución de las clasificaciones
| Etapa                   | Vencedor                | Clasificación general | Clasificación de la regularidad | Clasificación de la montaña | Clasificación de las metas volantes | Clasificación de los jóvenes | Clasificación por equipos |
| ----------------------- | ----------------------- | --------------------- | ------------------------------- | --------------------------- | ----------------------------------- | ---------------------------- | ------------------------- |
| 1.ª                     | Niccolò Bonifazio       | Niccolò Bonifazio     | Niccolò Bonifazio               | Diego Pablo Sevilla         | Igor Boev                           | Michele Gazzoli              | Arkéa Samsic              |
| 2.ª                     | Alex Aranburu           | Alex Aranburu         | Alex Aranburu                   | Paco Mancebo                | Paco Mancebo                        | Jhojan García                | Manzana Postobón          |
| 3.ª                     | Maxime Daniel           | Clément Russo         | Niccolò Bonifazio               | Paco Mancebo                | Igor Boev                           | Jhojan García                | Caja Rural-Seguros RGA    |
| Clasificaciones finales | Clasificaciones finales | Clément Russo         | Niccolò Bonifazio               | Paco Mancebo                | Igor Boev                           | Jhojan García                | Caja Rural-Seguros RGA    |

## UCI World Ranking
La Vuelta a la Comunidad de Madrid otorgó puntos para el UCI World Ranking para corredores de los equipos en las categorías UCI WorldTeam, Profesional Continental y Equipos Continentales. Las siguientes tablas son el baremo de puntuación y los 10 corredores que obtuvieron más puntos:
| Posición              | 1.º | 2.º | 3.º | 4.º | 5.º | 6.º | 7.º | 8.º | 9.º | 10.º | 11.º | 12.º | 13.º-15.º | 16.º-25.º |
| Clasificación general | 125 | 85  | 70  | 60  | 50  | 40  | 35  | 30  | 25  | 20   | 15   | 10   | 5         | 3         |
| Por etapa             | 14  | 5   | 3   |     |     |     |     |     |     |      |      |      |           |           |
| Líder                 | 3   |     |     |     |     |     |     |     |     |      |      |      |           |           |

| Clasificación |                          |                                  |         |       |       |       |
| Posición      | Ciclista                 | Equipo                           | General | Etapa | Líder | Total |
| ------------- | ------------------------ | -------------------------------- | ------- | ----- | ----- | ----- |
| 1.º           | Clément Russo            | Arkéa Samsic                     | 125     | 6     | -     | 131   |
| 2.º           | Romain Hardy             | Arkéa Samsic                     | 85      | 5     | -     | 90    |
| 3.º           | Alex Aranburu            | Caja Rural-Seguros RGA           | 60      | 14    | 3     | 77    |
| 4.º           | Carlos Barbero           | Movistar                         | 70      | -     | -     | 70    |
| 5.º           | Alexander Grigoriev      | Sporting-Tavira                  | 50      | -     | -     | 50    |
| 6.º           | Garikoitz Bravo          | Euskadi Basque Country-Murias    | 40      | -     | -     | 40    |
| 7.º           | Jonathan Cañaveral       | Coldeportes Bicicletas Strongman | 35      | -     | -     | 35    |
| 8.º           | Jhonatan Restrepo        | Manzana Postobón                 | 30      | -     | -     | 30    |
| 9.º           | Eduard Prades            | Movistar                         | 25      | -     | -     | 25    |
| 10.º          | Vicente García de Mateos | Ludofoods-Louletano-Aviludo      | 20      | 3     | -     | 23    |